# LUCY (土屋アンナの曲)
「LUCY」（ルーシー）は、土屋アンナの5枚目のシングル。2007年2月7日発売。

## 収録曲

### CD
1. LUCY 
作詞：ANNA・衛藤利恵、作曲:COZZi、編曲:COZZi
NTV系アニメ『NANA』オープニング・テーマ
2. better day
作詞:ANNA、作曲:Joey Carbone Anghony Mazza
ECC「ECC外語学院」CMソング
3. Dance with me 
作詞：ANNA、作曲:Niclas Molider、Pelle Ankarberg、Joacim Persson、Lisa Greene、編曲:ゲイリー・ニュービー